# David Tsimakuridze
David Tsimakuridze (Georgia, Unión Soviética, 29 de marzo de 1925-9 de mayo de 2006) fue un deportista soviético especialista en lucha libre olímpica donde llegó a ser campeón olímpico en Helsinki 1952.

## Carrera deportiva
En los Juegos Olímpicos de 1952 celebrados en Helsinki ganó la medalla de oro en lucha libre olímpica estilo peso medio, por delante del iraní Gholamreza Takhti (plata) y del húngaro György Gurics (bronce).